# Castello di Andora
Il castello di Andora è un castello in rovina su una collinetta isolata della borgata di Castello nel comune ligure di Andora, in provincia di Savona. Situato su una collina a sinistra della valle del torrente Mèrula, è considerato, assieme all'attigua chiesa romanica dei Santi Giacomo e Filippo, il sito storico monumentale più importante del ponente ligure.

## Storia
Venne eretto nel 1170 su un colle denominato Paraxu e fu sede del primo insediamento abitativo andorese. Dell'antico complesso duecentesco rimangono soltanto i ruderi delle mura e delle torri difensive tra la vegetazione, di recente sottoposti a restauro conservativo.
L'intero complesso della chiesa e del castello, distante dal centro abitato di Andora all'incirca due chilometri, è ben visibile dal viadotto sul Mèrula dell'autostrada A10 Genova-Ventimiglia.
Secondo le fonti storiche sarà proprio in quest'area che nell'alto medioevo si rifugiarono e insediarono i primi abitanti di Andora e la sua importanza accrebbe notevolmente tanto da divenire nel XII secolo edificio caposaldo, nonché residenza, dei marchesi di Clavesana. Il castello fu quindi venduto dai marchesi nel 1252 alla Repubblica di Genova che, dopo l'acquisto, trasformò e ampliò l'edificio che divenne altresì dimora del locale podestà genovese.
La zona subì un iniziale spopolamento a partire dal XV e XVI secolo, ossia quando l'impaludamento della foce del torrente Mèrula portò gli abitanti ad una migrazione nei borghi e villaggi vicini, in particolare verso la zona di Laigueglia. Nonostante il trasferimento, nel 1676, dello stesso podestà locale a Laigueglia, secondo le testimonianze storiche proprio per le cattive condizioni paludose del "Paraxo", il castello mantenne tuttavia piene funzioni amministrative fino alla Rivoluzione francese.

## Galleria d'immagini

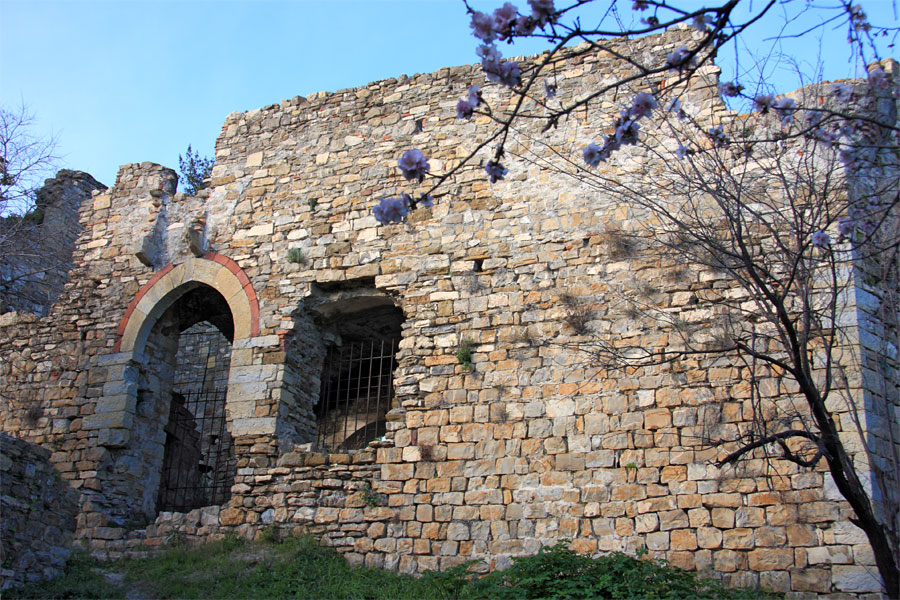
Ingresso
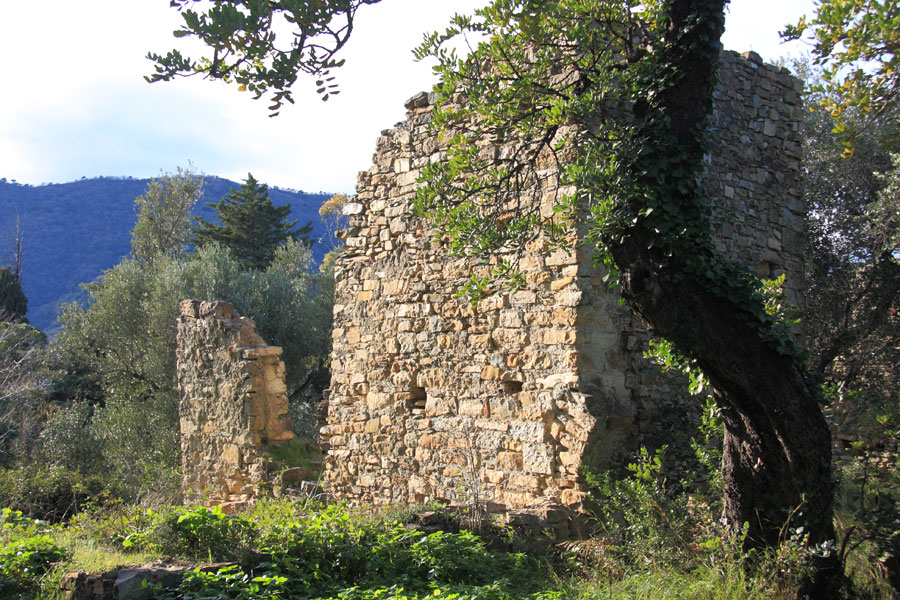
Ruderi
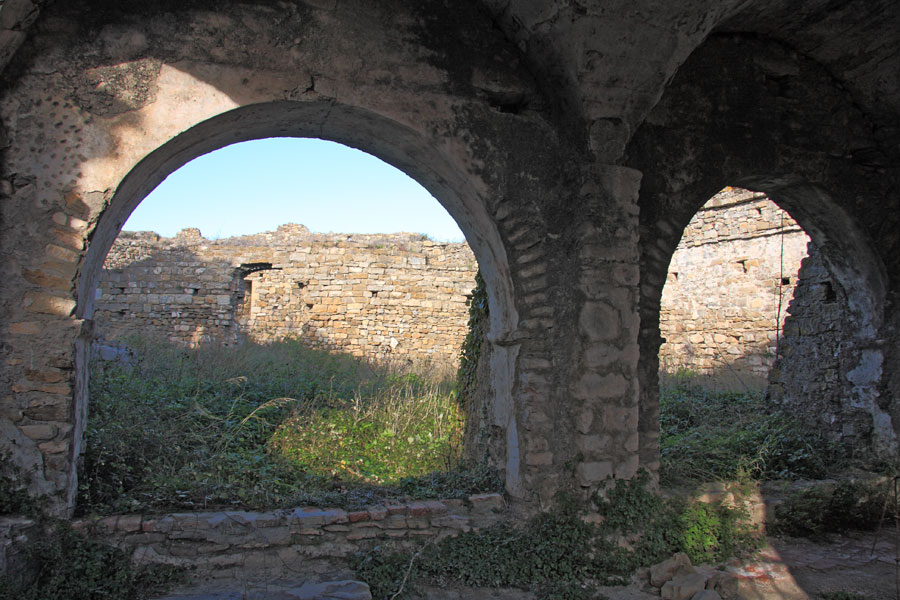
Scorcio dell'interno